# توماس ناتول
توماس نطل (1786-1859) (بالإنجليزية: Thomas Nuttall)‏ هو عالم نبات بريطاني.

## روابط خارجية
- توماس ناتول على موقع الموسوعة البريطانية (الإنجليزية)